# Boulevard Cousineau
Le boulevard Cousineau est une artère de l'arrondissement Saint-Hubert de la ville de Longueuil sur la Rive-Sud de Montréal.

## Situation et accès
Le boulevard Cousineau débute comme étant la continuité de la chaussée principale du chemin de Chambly au sud du boulevard Sir-Wilfrid-Laurier (route 116) et des voies ferrées du Canadien National comme boulevard à trois voies par direction. Il est une alternative plus rapide que le chemin de Chambly pour se diriger vers Chambly.
Au sud de l'autoroute 30, l'artère, qui est aussi la route 112 sur toute sa longueur, se situe maintenant en milieu rural jusqu'à sa fin à la hauteur de la rue Bouthillier, à Carignan, où le chemin de Chambly redevient sur la chaussée principale.

## Origine du nom
Le boulevard Cousineau a été nommé en l'honneur de Jean-Baptiste Cousineau (1821-1883), premier curé de Saint-Hubert.